# Brezje (gmina Sveti Jurij ob Ščavnici)
Brezje – wieś w Słowenii, w gminie Sveti Jurij ob Ščavnici. 1 stycznia 2017 liczyła 33 mieszkańców.